# Breda Ba.201
El Breda Ba.201 fue un bombardero en picado italiano diseñado durante la Segunda Guerra Mundial que no entró en producción. Su diseño era similar al del Junkers Ju 87 Stuka alemán, sin embargo, el Ba.201 era monoplaza y tenía tren de aterrizaje retráctil.

## Especificaciones (Ba.201)

### Características generales
- Tripulación: 1 piloto
- Longitud: 11,09 m
- Envergadura: 13 m
- Altura: 3,1 m
- Superficie alar: 24,84 m²
- Peso vacío: 2.380 kg
- Peso máximo al despegue: 3650 kg
- Planta motriz: 1× Daimler-Benz DB 601, V12 refrigerado por líquido.

### Rendimiento
- Velocidad máxima operativa (Vno): 460 km/h a 4.000 m
- Alcance: 1.200 km

### Armamento
- Ametralladoras: 2× Breda-SAFAT de 12,7 mm
- Bombas: 1× Bomba de 500 kg

### Aeronaves similares
- Junkers Ju 87